# Buková (Olešnice)
Buková je vesnice, část obce Olešnice v okrese České Budějovice v Jihočeském kraji. Nachází se asi 2,5 kilometru jihovýchodně od Olešnice. Je zde evidováno 103 adres. V roce 2011 zde trvale žilo 125 obyvatel.
Buková leží v katastrálním území Buková u Nových Hradů o rozloze 8,33 km². V katastrálním území je evropsky významná lokalita Stropnice (kód CZ0313123).

## Historie
První písemná zmínka o vesnici pochází z roku 1359, kdy páni z Landštejna prodávali panství svým příbuzným Rožmberkům.; ves bya uvedena v kupní smlouvě. Roku 1379 je v soupise rožmberských statků uváděna  Buková, k níž patřilo 14 lánů a 8 mlýnů.

## Obyvatelstvo
| Rok            | 1869 | 1880 | 1890 | 1900 | 1910 | 1921 | 1930 | 1950 | 1961 | 1970 | 1980 | 1991 | 2001 | 2011 | 2021 |
| -------------- | ---- | ---- | ---- | ---- | ---- | ---- | ---- | ---- | ---- | ---- | ---- | ---- | ---- | ---- | ---- |
| Počet obyvatel | 387  | 394  | 466  | 498  | 512  | 499  | 449  | 275  | 285  | 235  | 153  | 124  | 119  | 125  | 151  |
| Počet domů     | 51   | 64   | 68   | 72   | 75   | 83   | 94   | 94   | 80   | 76   | 62   | 75   | 92   | 93   | 97   |

## Obecní správa
Při sčítání lidu v letech 1850–1868 Buková byla samostatnou obcí v okrese Budějovice. V letech 1868–1908 byla osadou obce Olešnice, ale v letech 1908–1943 byla uváděna znovu jako obec v okrese České Budějovice (v letech 1850–1910 Budějovice). V letech 1943–1945 byla znovu osadou obce Olešnice, ale v letech 1945–1960 byla uváděna znovu jako obec, se kterým patřily nejprve do okresu České Budějovice, ale v roce 1950 v okrese Trhové Sviny a od roku 1960 opět v okrese České Budějovice. Od 12. června 1960 do 30. června 1985 byla osadou obce Žár v okrese České Budějovice. Od 1. července 1985 je opět částí obce Olešnice v okrese České Budějovice. Poté se Žár opět osamostatnila, ale Buková již zůstala součástí Olešnice. V letech 1850–1899 k obci patřil Nepomuk.

## Pamětihodnosti
- Boží muka